# Photoprotection

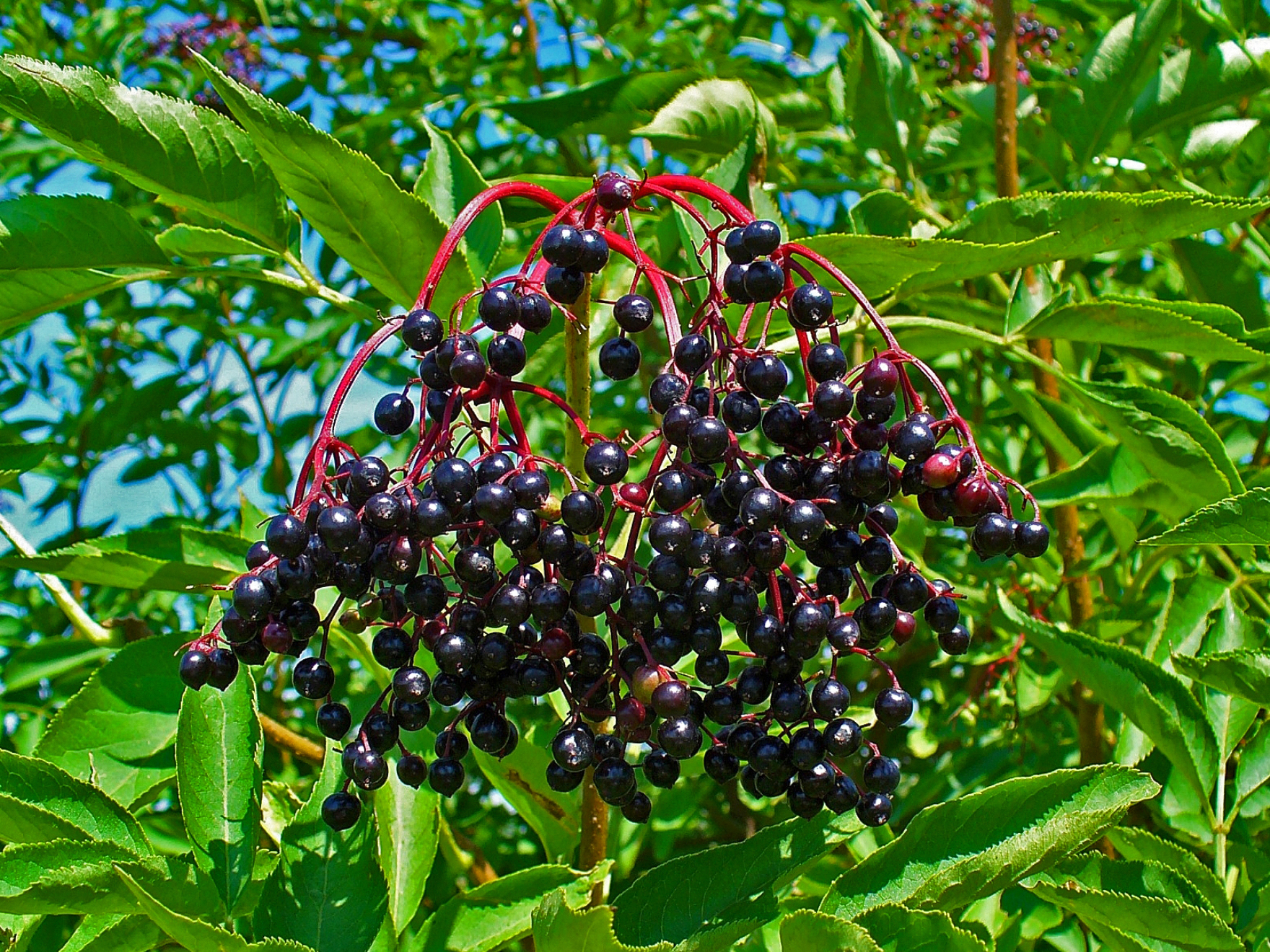
Chez le Sureau noir, les anthocyanes sont des pigments flavonoïdes qui donnent la teinte rouge aux pédoncules. Elles ont un rôle photoprotecteur : en absorbant les UV, elles réduisent la photoinhibition et la photo-oxydation, agissant en bouclier pour l'ADN et les composants cellulaires (comme le bronzage qui correspond à une augmentation de la mélanine épidermique).

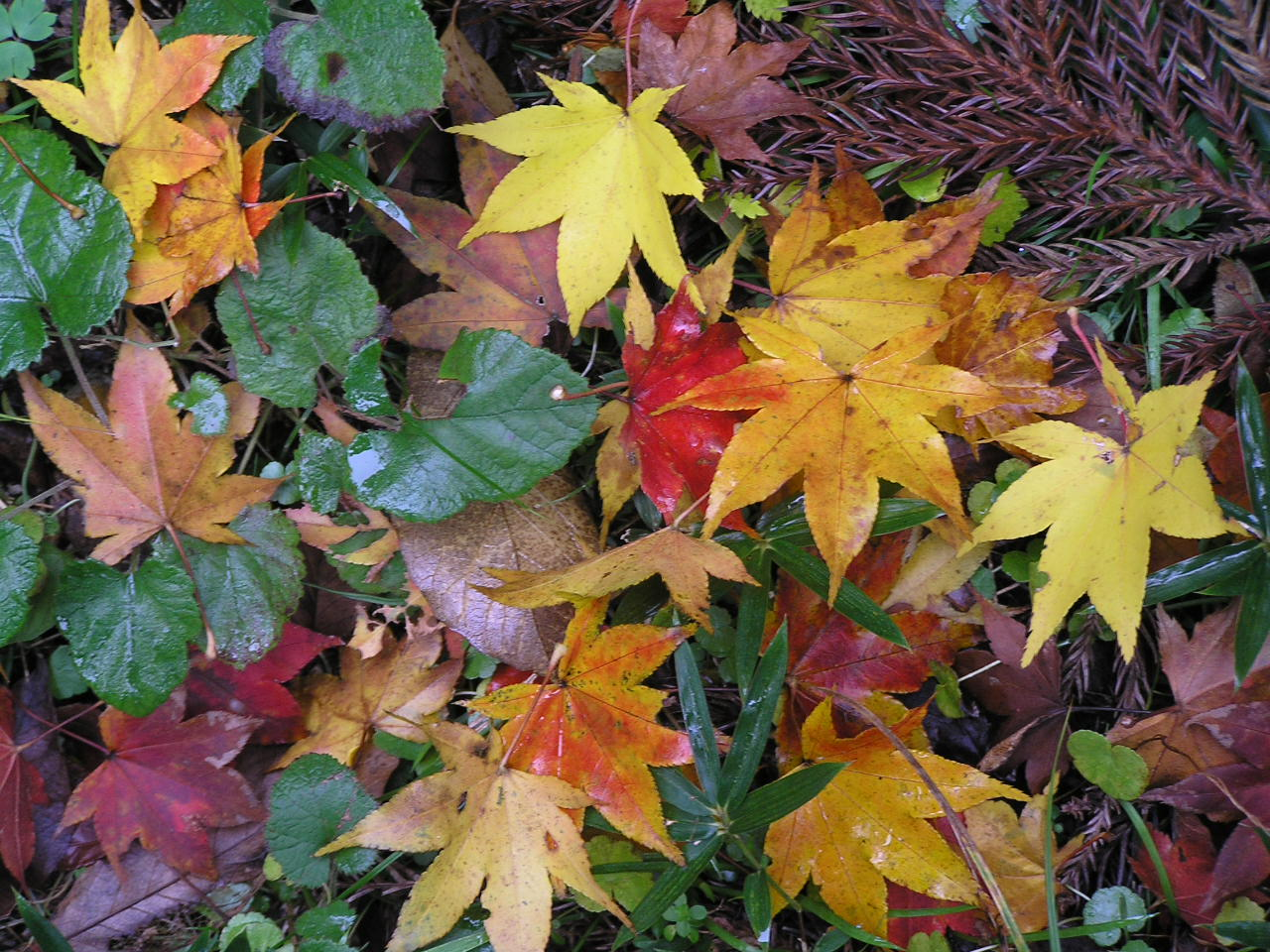
Plusieurs hypothèses physiologiques sont données pour expliquer le changement de couleur des feuilles durant la période automnale, dont celle du rôle photoprotecteur et de l'effet antioxydant joué par les pigments jaunes, rouges et bruns.

La photoprotection désigne les processus biochimiques qui permettent aux organismes de lutter contre les effets nocifs du rayonnement solaire. Elle désigne plus particulièrement tous les moyens, naturels ou artificiels, visant à limiter l'exposition de la peau à ce rayonnement solaire.

## Chez les organismes photosynthétiques
Les organismes photosynthétiques (cyanobactéries, microalgues, microchampignons) qui vivent dans des environnements généralement marins, produisent des acides aminés analogues de la mycosporine, métabolites secondaires ayant un rôle photoprotecteur. Dès leur « sortie des eaux », les végétaux abandonnent cette voie métabolique et développent un métabolisme phénolique, plus particulièrement celui des flavonoïdes, constituant un élément important de la stratégie végétale pour lutter contre les stress biotiques et abiotiques (exposition aux UV ou au froid, blessures, carence nutritionnelle, défense des plantes contre les herbivores et contre les pathogènes…).

## Chez les hommes
Si le soleil a certains effets bénéfiques pour l'homme (action antirachitique et antidépressive notamment), il a également des effets délétères (photodermatoses et photo-cancérogenèse notamment) qui peuvent s'avérer redoutables, causés par les effets des ultraviolets UVA et UVB sur la peau. Les effets de la lumière visible et des infrarouges sur la peau sont moins bien connus mais plusieurs études dermatologiques,, semblent montrer qu'ils ne sont pas négligeables.

### Classification
Il existe plusieurs types de photoprotection : 
- la protection naturelle qui repose sur les constituants de la peau et les systèmes de réparation de l’ADN ;
- la photoprotection artificielle qui comprend : 
  - la photoprotection externe dite « passive » (vêtements et crèmes solaires), qui tente de limiter l'exposition de la peau au rayonnement.
  - la photoprotection interne, qui apporte par voie interne des produits dont le but est de limiter les effets nocifs des ultraviolets.
  - la photoprotection adaptative qui tente de bloquer les effets déclenchés par les ultraviolets (surexpression des processus biologiques protecteurs endogènes, induction de l'action du système protecteur).

### Efficacité
La meilleure photoprotection est l'absence d'exposition solaire, ou à défaut la protection vestimentaire.
Les produits antisolaires s'avèrent efficaces contre les coups de soleil, mais leur effet protecteur contre les autres conséquences de l'exposition solaire n'est pas clairement établi. L'effet d'une crème solaire est représentée par l'indice de protection. Plus il est élevé, plus son taux d’absorption des UV est important.